# Phasiatacta elongata
Phasiatacta elongata är en tvåvingeart som beskrevs av Townsend 1911. Phasiatacta elongata ingår i släktet Phasiatacta och familjen parasitflugor.
Artens utbredningsområde är Peru. Inga underarter finns listade i Catalogue of Life.